# 梅若流

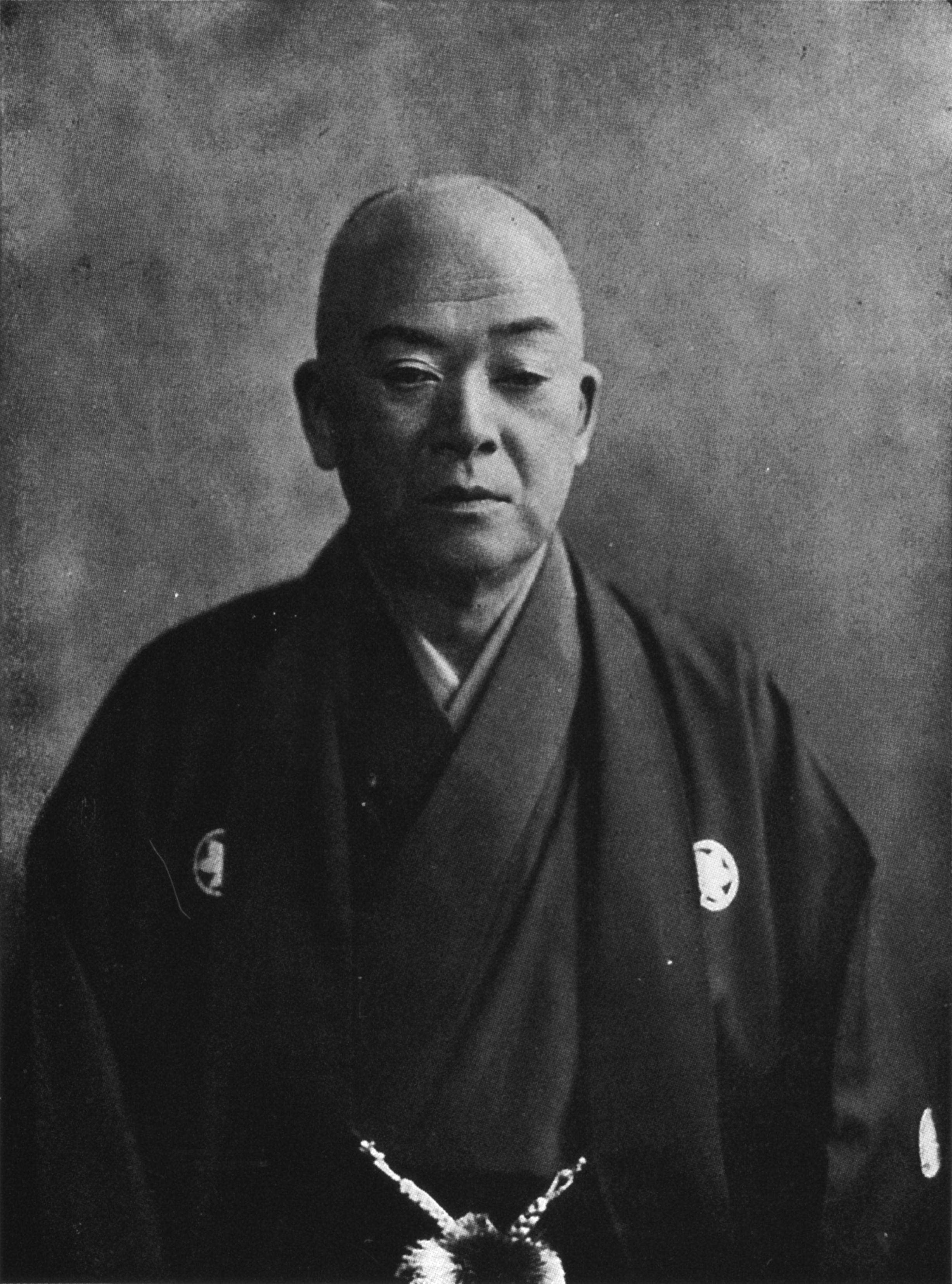
梅若万三郎 (初世)

梅若流（うめわかりゅう）とは、1921年（大正10年）に設立が企図され、1925年（大正14年）から1954年（昭和29年）まで存在した能楽シテ方の流派である。
観世流から梅若派の梅若万三郎、二世梅若実、六世観世銕之丞が離脱して創設。1954年（昭和29年）に能楽協会の斡旋で観世流に復帰している。

## 経緯

### 明治維新と梅若一門
明治維新期、観世宗家は徳川家とともに静岡に本拠を移した時期があったが、1875年（明治8年）に東京に復帰した。この時期に江戸・東京で猿楽（現在で言う能楽）を守り続けたのが、観世流では初世梅若実と五世観世鐵之丞であった。初世梅若実は1828年（文政11年）に熊谷の鯨井家に生まれたが、梅若六郎家に跡継ぎとなる男子がおらず、また梅若六郎家が鯨井家に巨額の借金をしていたため、鯨井家の子供が梅若六郎家を継ぐことで借金を棒引きにするという取引がなされ、梅若六郎家に養子入りしたという経歴を持っていた。

### 免状問題

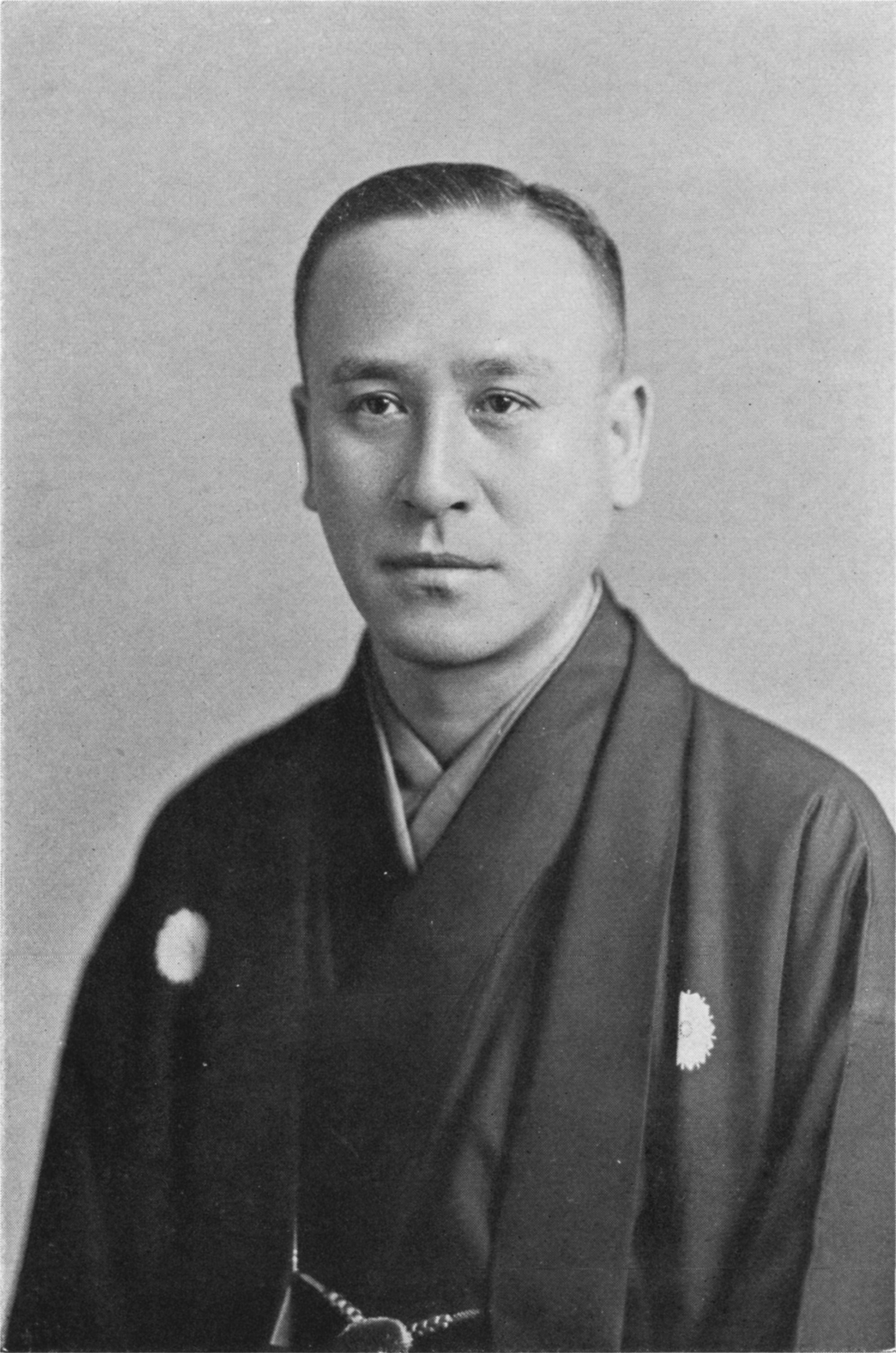
24世宗家観世元滋（左近）

初世梅若実は明治に入り、弟子に対し独自に能役者としての免状を発行するようになったが、これが観世流の内部で問題視されるようになった。それでも初世梅若実の存命中は観世流側も表だった動きを見せなかったが、初世梅若実が死ぬと観世宗家と梅若一門との間での免状問題が再燃し、1925年（大正14年）に梅若一門（梅若六郎家、梅若吉之丞家、観世鐵之丞家）は観世流から除名されることとなった。

### 梅若流設立
梅若一門は集会を開き、以後は梅若流として活動していくことで一致したが、誰を家元とするかという問題で議論となり、結論はなかなか出なかった。この背景には、当時の梅若一門が実力拮抗する三人（五十四世梅若六郎、梅若万三郎、六世観世鐵之丞）によって指導されており、それぞれの弟子たちが自分の師匠を家元に推したという事情がある。また観世鐵之丞は観世分家の当主、梅若万三郎は五十四世梅若六郎の実兄であり、単純に五十四世梅若六郎を家元とするという形では議論がまとまらなかった。会議では三人が数年ごとに家元となるという交代制などの案も出たが、結局、梅若万三郎が家元となるという形で決着した。

### 梅若流の分裂と観世流合流
1921年（大正10年）に梅若流は出発したが、直後の関東大震災によって梅若六郎家は能舞台を失ってしまう。大打撃を受けた梅若流に追い打ちをかけるように、1932年（昭和7年）までには観世鐵之丞家、梅若万三郎家が次々に観世流に復帰し、梅若流には梅若六郎家のみが残された。五十四世梅若六郎のもとにも観世流への復帰を仲介する声がかかったが、五十四世は「少なくとも自分の代で観世流に復帰するのでは筋が通らない」とこれを拒み、結局、五十四世が隠居して二世梅若実となり、五十五世梅若六郎が梅若流家元となっていた1954年（昭和29年）になって、ようやく能楽協会の斡旋により、梅若流の観世流合流が果たされた。

## 注
1. ↑  梅若実は明治以降の梅若六郎の隠居名であり、初世梅若実の芸名は梅若亀次郎、梅若六之丞、梅若六郎、梅若実という変遷を辿っているが、本項では煩雑を避けるために初世梅若実で統一する。梅若六郎としては五十二世である(五十六世梅若六郎『まことの花』世界文化社、2003年、35ページ)。
2. ↑  他、宝生流の宝生九郎、金春流の桜間伴馬なども江戸に残り、梅若実らと共同で演能に取り組んだ
3. ↑  五十六世梅若六郎、前掲書、39ページ
4. ↑  梅若六郎家では、東京に戻った二十二世観世大夫の観世清孝の了承を得ていたとされている（五十六世梅若六郎、前掲書、44ページ）。
5. ↑  観世鐵之丞家は観世分家として観世流内でも宗家に継ぐ格式を持っているが、当時の鐵之丞は五十四世梅若六郎の妹と結婚していたため、五十四世梅若六郎の義弟でもあった。
6. ↑  五十六世梅若六郎、前掲書、45-46ページ